# Jerzy Surdel
Jerzy Surdel (ur. 10 sierpnia 1935 w Krakowie, zm. 20 października 2018 w Bożej Woli) – polski reżyser telewizyjny i filmowy, scenarzysta, operator (absolwent PWSTiF w Łodzi), taternik, himalaista, podróżnik. W Tatrach wspinał się od 1951 roku, przechodząc nowe drogi letnie i zimowe.

## Życiorys
Działalność filmową w znacznej części związał z górami. Nakręcił m.in. trylogię taternicką: Dwóch (1967), Odwrót (1968) i Akcję (1972), a także film fabularny o tematyce tatrzańskiej Okupienie. W latach 1962–1965 wykładał realizację telewizyjną i fotografię w Instytucie Filmu i Telewizji w Algierze. Jako filmowiec i alpinista brał udział w podróżach do Etiopii (1968), na Mount Everest (1971), był pierwszym Polakiem wspinającym się na najwyższy szczyt Ziemi (uzyskał wówczas polski rekord wysokości). Uczestniczył też w wyprawach na Lhotse (1974), do Wenezueli (1976), do Nowej Gwinei i wysp Pacyfiku (1979), Meksyku (1980), na Aconcaguę (1982) oraz do Arktyki (1995) i na Antarktydę (1996 i 1997). Był na biegunie północnym i południowym (dwukrotnie).
W 1974 r. podczas wyprawy na Lhotse zdołał sfilmować ślady stóp przypisywane Yeti. Sfilmowany odcinek śladów jest dość długi i jest to jedyne tego typu nagranie filmowe.
Od 1999 roku był przewodniczącym kapituły przyznającej międzynarodowe nagrody „Explorers” podczas Explorers Festival w Łodzi. W 2004 roku jego film Odwrót zdobył Grand Prix prestiżowego Banff Mountain Film Festival. W roku 2005 jako jedyny Polak został uhonorowany nagrodą Camera Extreme. Był także jurorem międzynarodowych festiwali filmowych w Polsce, we Włoszech, Francji, w Szwajcarii, Niemczech i Bułgarii.
Zmarł 20 października 2018 roku w Bożej Woli. Pożegnano go 5 listopada 2018 roku w Sochaczewie i pochowano na Cmentarzu Komunalnym na Wypalenisku.

## Filmografia
- 1965 – Nocny Lot Antoine de Saint-Exupéry, Teatr TV (reżyseria)
- 1967 – Dwóch (reżyseria, scenariusz); Nagroda UIAA na festiwalu w Trydencie
- 1968 – Odwrót (reżyseria, scenariusz); Złota Gencjana na festiwalu w Trydencie; Grand Prix na festiwalu w Banff
- 1969 – Etiopskie impresje. Addis Abeba 69 (reżyseria);
- 1969 – Etiopskie impresje. U źródeł błękitnego Nilu (reżyseria);
- 1969 – Etiopskie impresje. W górach Wysokiego Semienu (reżyseria);
- 1971 – Surrender to Everest (zdjęcia);
- 1972 – Akcja (reżyseria);
- 1974 – Ruch jednokierunkowy Armanda Salacrou, Teatr TV (reżyseria);
- 1975 – Lhotse '74 (reżyseria, zdjęcia); nagroda Komitetu PRiTV
- 1975 – Zima 8250 (reżyseria, zdjęcia);
- 1976 – Sarisari-Świat Zaginiony. Tajemniczy płaskowyż (reżyseria, zdjęcia)
- 1976 – Sarisari-Świat Zaginiony. Zagadka Kraterów (reżyseria, zdjęcia)
- 1976 – Sarisari-Świat Zaginiony. Dzika Rzeka (reżyseria, zdjęcia)
- 1977 – Okupienie (reżyseria, scenariusz);
- 1977 – Sygnały skalnego lata (realizacja, scenariusz);
- 1978 – Każdy ratuje siebie M. Jagiełło, Teatr TV (reżyseria);
- 1979 – Sing-sing (reżyseria, zdjęcia);
- 1979 – Wzdłuż Sepiku (reżyseria, zdjęcia);
- 1979 – Kopra i katamarany (reżyseria, zdjęcia);
- 1979 – Omarakana (reżyseria, zdjęcia);
- 1980 – W górach Sierra Mazateka (reżyseria, zdjęcia);
- 1980 – Walka o jaskinię (reżyseria, zdjęcia);
- 1980 – Walko o życie (reżyseria, zdjęcia);
- 1980 – Nie od razu Meksyk zrujnowano... (reżyseria, zdjęcia);
- 1981 – A jednak słońce... (reżyseria, zdjęcia);
- 1982 – Aconcagua adios (reżyseria, zdjęcia);
- 1982–88 Praca reżysera w dziale filmów i reportaży Telewizji Szwajcarii Romańskiej w Genewie.
W okresie tym zrealizował:
  - 1-godzinny film kostiumowy „LE CERVIN”.
  - 3 filmy 30’ dla cyklu „VISITEUR DU SOIR”;
  - 14 filmów dokumentalnych 30’, dla cyklu publicystycznego „TELL QUEL”;
  - 9 krótkich 10’ filmów o sztuce dla programu „TICKET DE PREMIERE”;
- 1988 – TOP GENEVE (reżyseria, zdjęcia);
- 1994 – Dreszcze magazyn wyczynu i ryzyka w TVP, 10x30' (scenariusz, reżyseria);
- 1995 – Videopasje magazyn fotografii i video w TVP, 8x20' (scenariusz, reżyseria);
- 1995 – Zdobycie Bieguna Północnego (reżyseria, scenariusz);
- 1996 – Dwa bieguny w jednym roku. Arctica (reżyseria, scenariusz);
- 1996 – Dwa bieguny w jednym roku. Antarctica (reżyseria, scenariusz); Grand Prix na festiwalu filmów ekologicznych w Nowogardzie.
- 1996 – Tamtego lata w Patriot Hills
- 1997 – Trzeci biegun. Przerwana wyprawa (reżyseria, scenariusz); Grand Prix na festiwalu filmów dokumentalnych w Kielcach
- 1997 – Transantarctica 96/97 (reżyseria, scenariusz); I nagroda na festiwalu filmowym w Teplicach nad Metují
- 1997 – Wakacje pod Biegunem (reżyseria, scenariusz);
- 1998 – Videopasje magazyn fotografii i video w TVP, 12x20' (scenariusz, reżyseria).